# Ȓ
La Ȓ (minúscula: ȓ ), denominado, R con breve invertida, es un grafema utilizado en la escritura del idioma iñupiaq en Canadá y en la notación fonológica o poética del croata o esloveno . Es una letra R diacritizada con un breve invertido . No debe confundirse con el R con acento circunflejo ‹ r̂ ›.

## Codificación
| Carácter      | Ȓ                                                 | Ȓ                                                 | ȓ                                               | ȓ                                               |
| ------------- | ------------------------------------------------- | ------------------------------------------------- | ----------------------------------------------- | ----------------------------------------------- |
| Unicode       | LATIN CAPITAL LETTER R CON ACENTO BREVE INVERTIDO | LATIN CAPITAL LETTER R CON ACENTO BREVE INVERTIDO | LATIN SMALL LETTER R CON ACENTO BREVE INVERTIDO | LATIN SMALL LETTER R CON ACENTO BREVE INVERTIDO |
| Codificación  | decimal                                           | hex                                               | decimal                                         | hex                                             |
| Unicode       | 530                                               | U+0212                                            | 531                                             | U+0213                                          |
| UTF-8         | 200 146                                           | C8 92                                             | 200 147                                         | C8 93                                           |
| Ref. numérica | &#530;                                            | &#x212;                                           | &#531;                                          | &#x213;                                         |